# Marco Livio Salinator
Marco Livio Salinator (en latín, Marcus Livius M. f. M. n. Salinator) (254 a. C. - 191 a. C.) fue un político y militar romano perteneciente a la gens Livia. Livio fue elegido cónsul en dos ocasiones (219 a. C. y 207 a. C.), Censor en 204 a. C. y combatió durante la Segunda Guerra Ilírica y la segunda guerra púnica, desempeñando un importante papel durante la batalla del Metauro. Fue hijo de un tal Marco Livio, y bisnieto de Marco Livio Denter cónsul en 302 a. C. 

## Vida

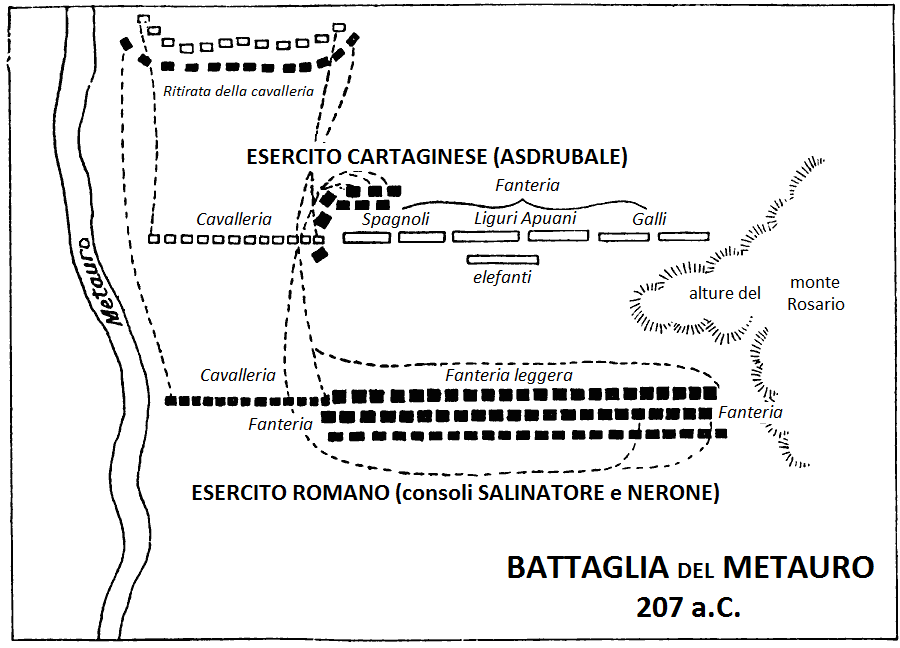
Esquema de la batalla del Metauro.

### Primer consulado
Livio nació en 254 a. C. y fue elegido cónsul junto a Lucio Emilio Paulo poco antes de que estallara la Segunda Guerra Ilírica en 219 a. C. Tras una exitosa campaña frente a Demetrio de Faros, se le acusó de malversar el botín de guerra durante una misión en Cartago. Se le encontró culpable a su regreso a Roma.
Ambos cónsules fueron enviados contra los ilirios, que se habían levantado en armas bajo Demetrio, de la isla de Faros, en el Adriático. Los cónsules pronto llevaron la guerra a su fin, sometiendo los bastiones de Demetrio, y obligándolo a huir en busca de refugio a la corte de Filipo V, rey de Macedonia. Polibio atribuye estos hechos solamente a Paulo, pero podemos saber de otros escritores que Livio llevó la guerra junto con su colega, aunque es probable que tomara sólo un papel secundario en la campaña. Triunfó, sin embargo, con Paulo a su regreso a Roma, pero inmediatamente después, los dos cónsules fueron llevados a juicio bajo la acusación de haber repartido injustamente el botín entre los soldados. Paulo fue absuelto con dificultad, pero Livio fue condenado por todas las treinta y cinco tribus, con la excepción de la Maecia. La sentencia parece haber sido una injusticia, y Livio tomó su desgracia tan a pecho que salió de la ciudad y se retiró a su hacienda, donde vivió varios años sin tomar parte en ningún asunto público.

### Reaparición de Livio
Pero los desastres que Roma experimentó en los años venideros no le permitían prescindir de los servicios de ninguno de sus ciudadanos, y en consecuencia, los cónsules lo trajeron de vuelta a la ciudad en el año 210 a. C., después de haber estado ausente casi ocho años. No había, sin embargo, olvidado ni perdonado su injusta condena; regresó a la ciudad de una manera que demostraba que su desgracia todavía escocía en su pecho; sus vestidos estaban rotos, y su pelo y barba largos y sin peinar, pero los censores lo obligaron a deponer su miseria, y volver a ocupar su escaño en el Senado.
Aun así no tomó la palabra, y permaneció en silencio durante dos años, hasta que los ataques hechos a su pariente, M. Livio Macato, le indujeron, en 208 a. C., a salir en su defensa.

### Segundo consulado y victoria de Metauro
En 207 a. C., durante la segunda guerra púnica fue elegido cónsul nuevamente, junto a Cayo Claudio Nerón.
La esperada invasión del norte de Italia por Asdrúbal hizo que fuera más necesario que nunca contar con los generales de experiencia al frente de las legiones romanas. Uno de los cónsules debía obligatoriamente ser plebeyo, y las muertes de Graco, Flaminio, y Marcelo, dejaron a Livio casi como el único general plebeyo en cuyas manos la República se atrevía a comprometer su suerte.
Pero en principio Livio rehusó ser elegido. Su misantropía aumentaba en lugar de disminuir. "Si ellos lo consideraban un buen hombre, ¿por qué lo habían condenado como un mal hombre? Si lo habían condenado con justicia, ¿por qué lo consideraban digno de un segundo consulado?".
Finalmente cedió a los ruegos del Senado, y permitió ser elegido cónsul. Pero aún quedaba una dificultad ya que Livio era un enemigo personal de Nerón, y, como era de primera importancia que los dos cónsules debían actuar con concordancia, el Senado se esforzó por conciliar.
"¿Para qué?" Livio dijo: "nosotros vamos a actuar con más vigor, si cada uno le teme dar al otro la oportunidad de obtener notoriedad a causa de los desastres propios".
La autoridad del Senado, sin embargo, de nuevo se impuso, y Livio consintió, con dificultad, reconciliarse con su colega.
Aun así, salió a la guerra, con sentimientos amargos hacia sus compatriotas. Cuando Fabio le instó a no luchar hasta que él se hubiera familiarizado con las fuerzas del enemigo, el cónsul respondió que él lucharía tan pronto como fuera posible, a fin de poder ganar la gloria de la victoria, o tener la satisfacción de ver la derrota de sus compatriotas. Su conducta, sin embargo, no fue tan imprudente como sus palabras. El Senado decidió que debía oponerse a Asdrúbal en el norte de Italia, y que Nerón debía luchar contra Aníbal en el sur.
Asdrúbal hizo su aparición en el norte de Italia antes de lo que se esperaba. Su gran objetivo era efectuar un enlace con Aníbal, pero algunos hombres a caballo, a quienes había enviado a su hermano, para llevar la noticia de sus movimientos y proponer la reunión de los ejércitos cartagineses en Umbría, fueron interceptados por Nerón.
Este último, al instante, salió con un destacamento de 7000 hombres, y logró unirse a Livio en su campamento de Sena. Los dos cónsules resolvieron dar batalla inmediata, pero Asdrúbal, viendo la llegada del otro cónsul con sus fuerzas, rehusó y se retiró hacia Ariminum. Los romanos lo persiguieron, y le obligaron a luchar en el Metauro. El ejército cartaginés fue completamente derrotado, y Asdrúbal cayó en el combate.
Los cónsules entraron en Roma en triunfo al final del verano, Livio en el carro triunfal y Nerón montado a su lado, la mayor distinción se le había concedido a Livio, ya que la batalla se había librado en su provincia y que él había tomado los auspicios el día del combate, aunque la opinión general era que la victoria se debía a Nerón.
En la batalla Livio prometió un templo a Juventas, que fue dedicado dieciséis años después.

### Livio, procónsul de la República
En el mismo año, 207 a. C., Livio fue nombrado dictador por el fin de celebrar los comicios consulares. Al año siguiente, 206 a. C., estaba estacionado en Etruria, como procónsul, con un ejército de dos legiones y su imperium se prolongó por dos años sucesivos.
Hacia el final del año 205 a. C. avanzó de Etruria a la Galia Cisalpina, con el fin de apoyar al pretor Sp. Lucrecio, que tenía que oponerse a Magón, que había desembarcado en Liguria. Tuvieron éxito en mantener a Magón en Liguria, donde permaneció durante dos o tres años.

### Su censura
En 204 a. C., fue designado censor junto a su viejo enemigo y antiguo colega en el consulado, Cayo Claudio Nerón. Su tiempo en el cargo se vio empañado por constantes disputas con su colega. Sucedió, pues, que ambos censores poseían un caballo público (equus publicus) y, durante el censo, Nerón ordenó a su colega vender su caballo, porque Livio había sido condenado por el pueblo.
Livio, en represalia, privó a Nerón también de su caballo. En el cierre del censo, cuando los censores tuvieron que tomar los juramentos consuetudinarios y depositar las actas de su magistratura en el aerarium, cada uno dejó el nombre de su colega entre los aerarios, y Livio, además, dejó como aerarios a los ciudadanos de todas las tribus, con la excepción de la Maecia, porque ellos lo habían condenado, y después de su condena lo eligieron para el consulado y la censura.
La indignación de la gente por el procedimiento de la censura llevó a Cneo Bebio Tánfilo, el tribuno de la plebe, a interponer una acusación contra los dos, pero la acusación fue desechada debido a la influencia del Senado, quien consideró que era más conveniente mantener el principio de la irresponsabilidad de la censura que infligir a los infractores el castigo que merecían.
Livio, en su censura, colocó un impuesto sobre la sal, como consecuencia de la cual recibió el sobrenombre de Salinator que parece haber sido dado en tono de burla, pero que se convirtió, no obstante, en hereditario en su familia.
Estuvo casado con Calavia, hija de Pacuvio Calavio, el principal magistrado de Capua de la época, cuya riqueza e influencia fue de gran ayuda para la carrera política de Livio Salinator.